# Лим, Сергей Георгиевич
Серге́й Георгиевич Лим (26 ноября 1987, Алма-Ата, СССР) — казахстанский дзюдоист, мастер спорта Республики Казахстан международного класса, чемпион Азии 2012 года, победитель турнира «Мировые мастера»-2013. По состоянию на май 2013 года занимает 4-е место в мировом рейтинге.

## Биография
Живет и тренируется в Алма-Ате. В секцию дзюдо впервые попал в возрасте 10 лет – привел отец.
На чемпионате Азии 2012 года в Ташкенте завоевал золото в категории до 66 кг. Победитель международного турнира «Мировые мастера»-2013 в Тюмени («Мастерс», замыкает тройку наиболее престижных соревнований после Олимпийских игр и Чемпионата мира, к участию в нем допускаются только спортсмены, входящие в ТОП-16 мирового рейтинга).
Участник Олимпийских игр 2012 года в Лондоне.

### Профили
- Сергей Лим — олимпийская статистика на сайте Sports-Reference.com (англ.)
- Сергей Лим — профиль на сайте judoinside.com (англ.)

### Интервью и новости
- Сергей Лим: «Победа в турнире „Мировые мастера“ не была легкой»
- Рейтинг Международной Федерации дзюдо
- Дзюдо. Казахстанец Сергей Лим победитель Чемпионата Азии
- Казахстан на Олимпийских играх в Лондоне 2012